# Otec nebo bratr
Otec nebo bratr je druhá část volné komediální filmové trilogie režiséra Františka Filipa o soužití dvou osiřelých sourozenců Alence a Zbyňkovi Kučerových.

## Obsazení
| Ivana Andrlová      | Alenka Kučerová                |
| Jaromír Hanzlík     | Zbyněk Kučera                  |
| Daniela Kolářová    | Kateřina Břízová               |
| Antonie Hegerlíková | Helena Břízová, matka Kateřiny |
| Jaroslav Moučka     | Josef Bříza, otec Kateřiny     |
| Josef Čáp           | Bedřich Baláb                  |
| Josef Hlinomaz      | Škrabánek                      |